# Liste von Zuflüssen des Lechs

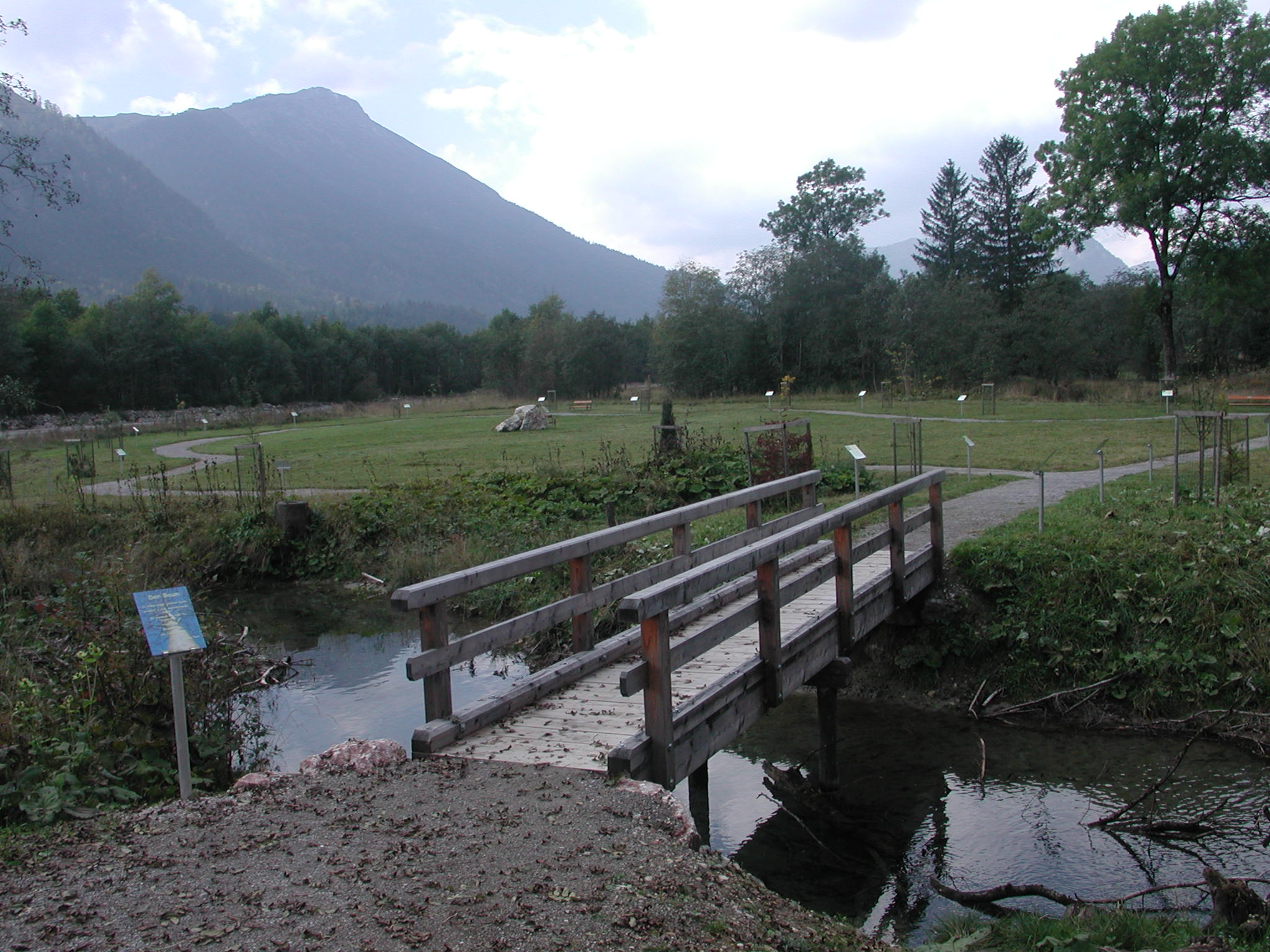
Die Vils

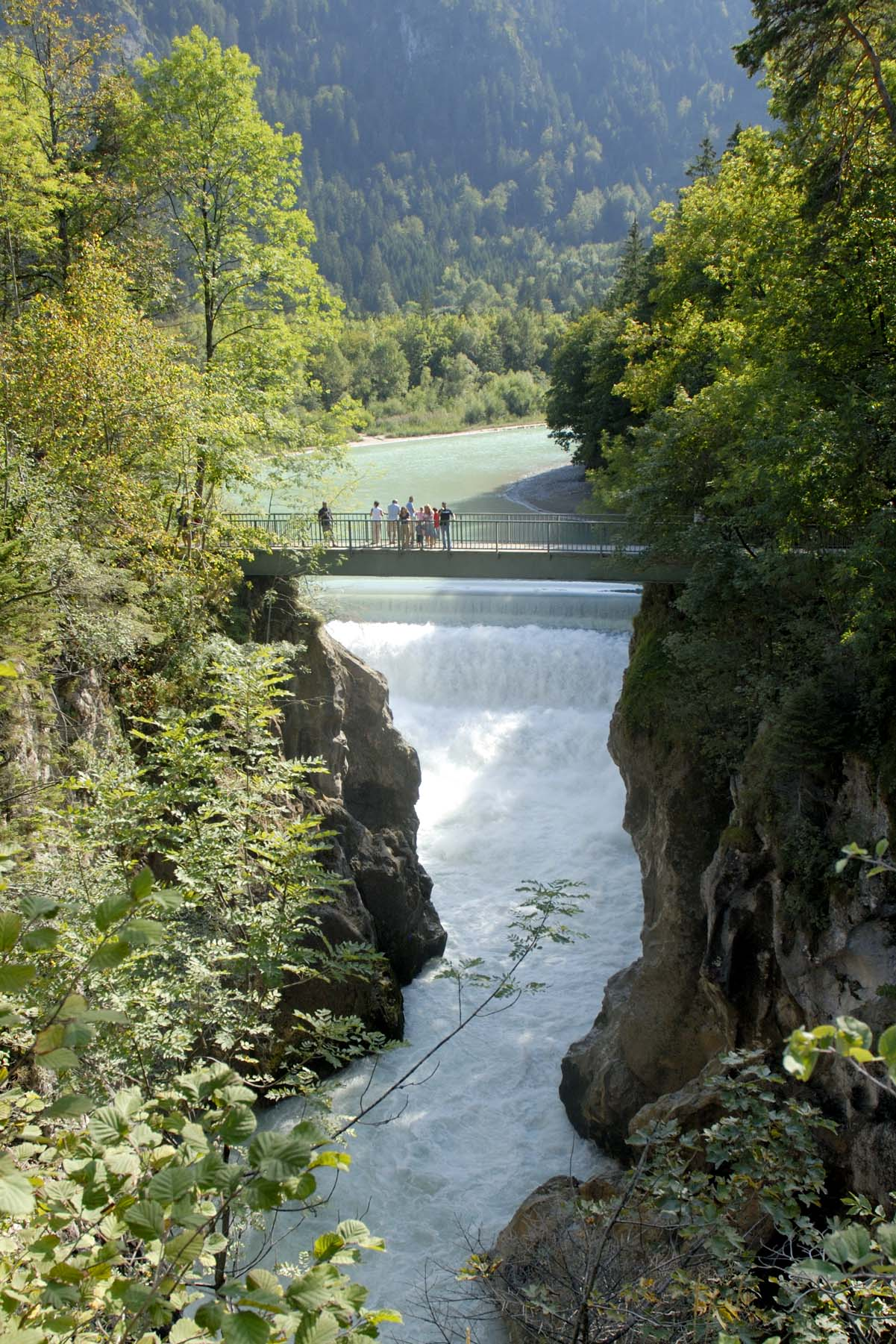
Der Lechfall bei Füssen

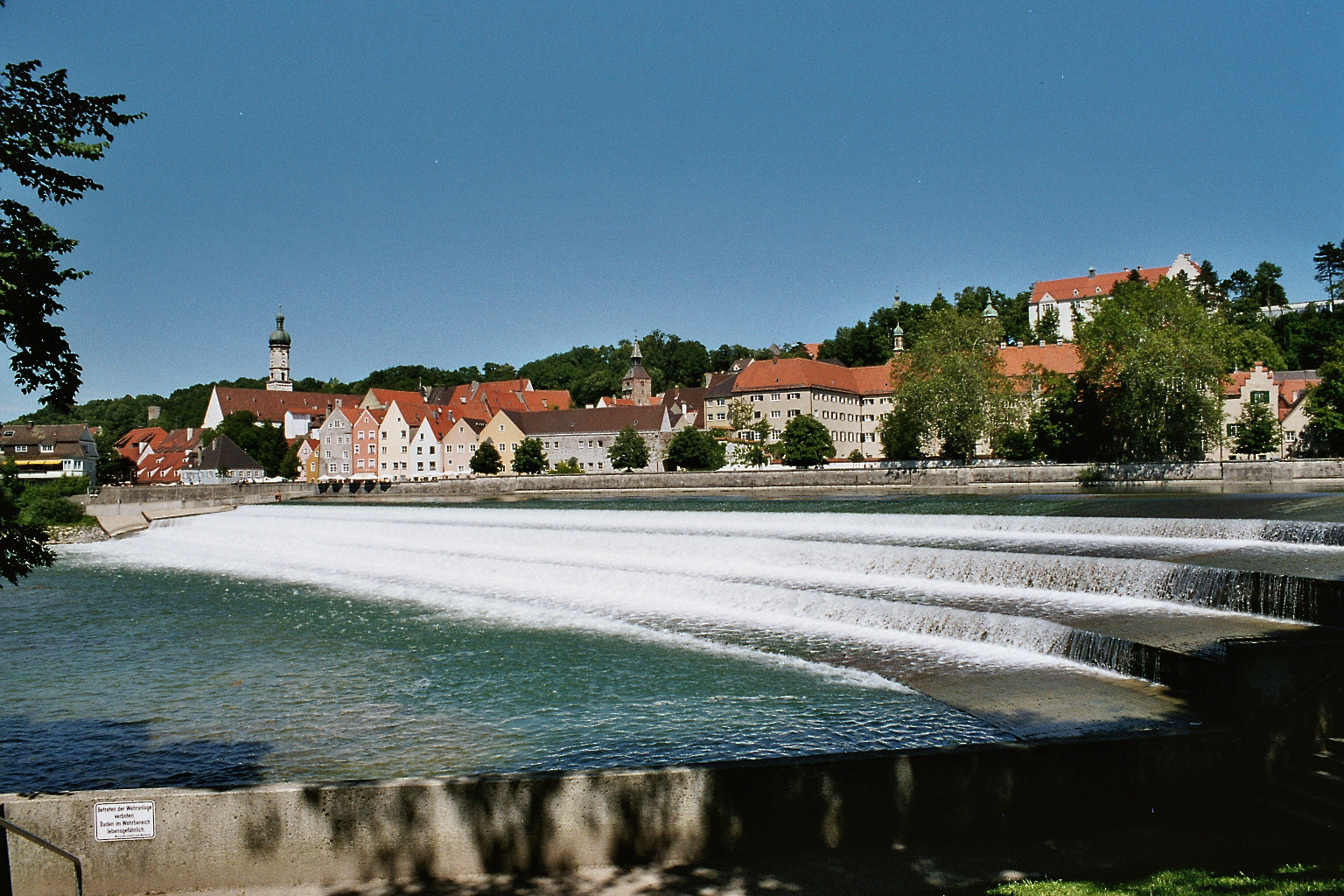
Lechwehr in Landsberg

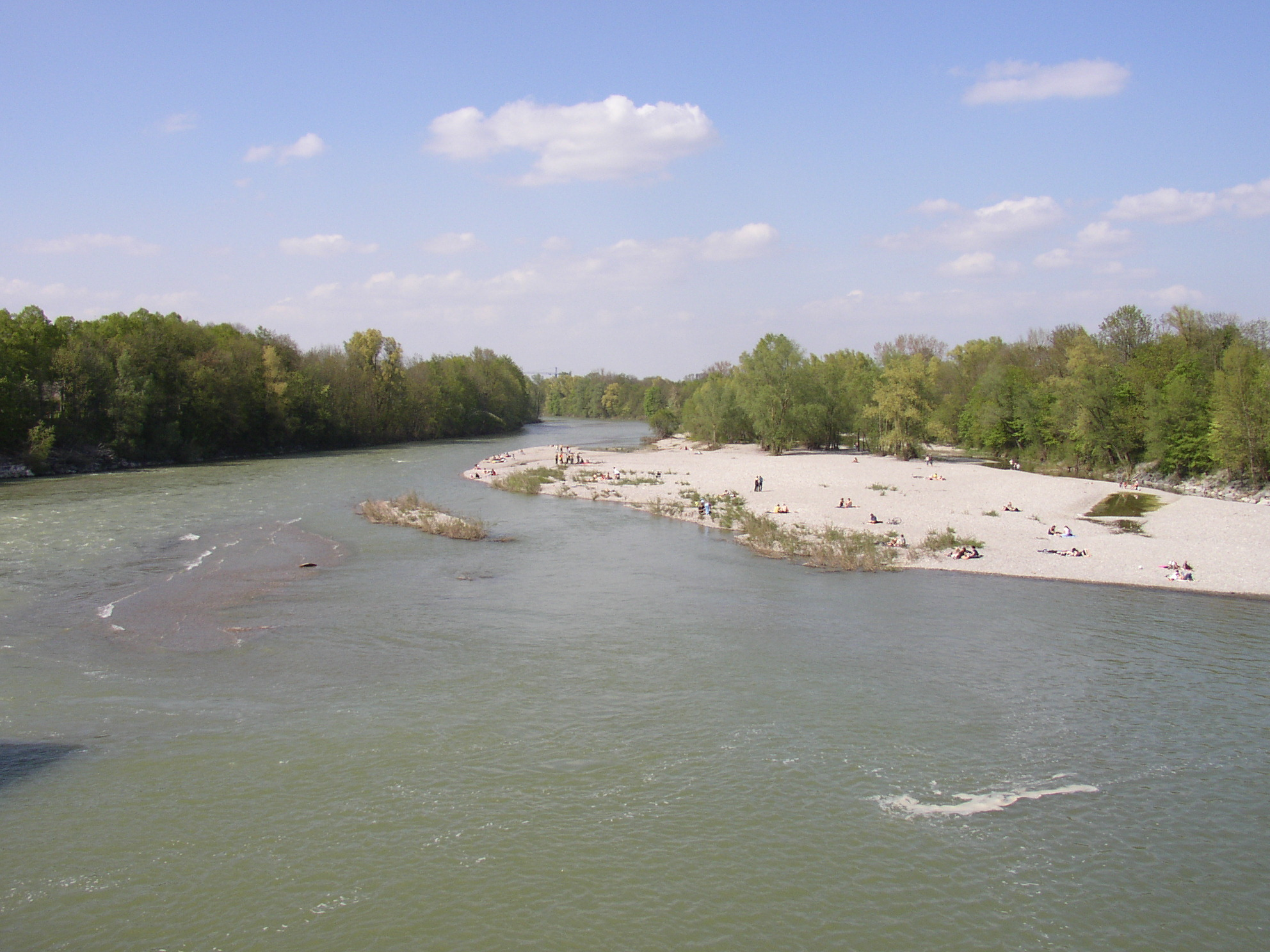
Der Lech in Augsburg

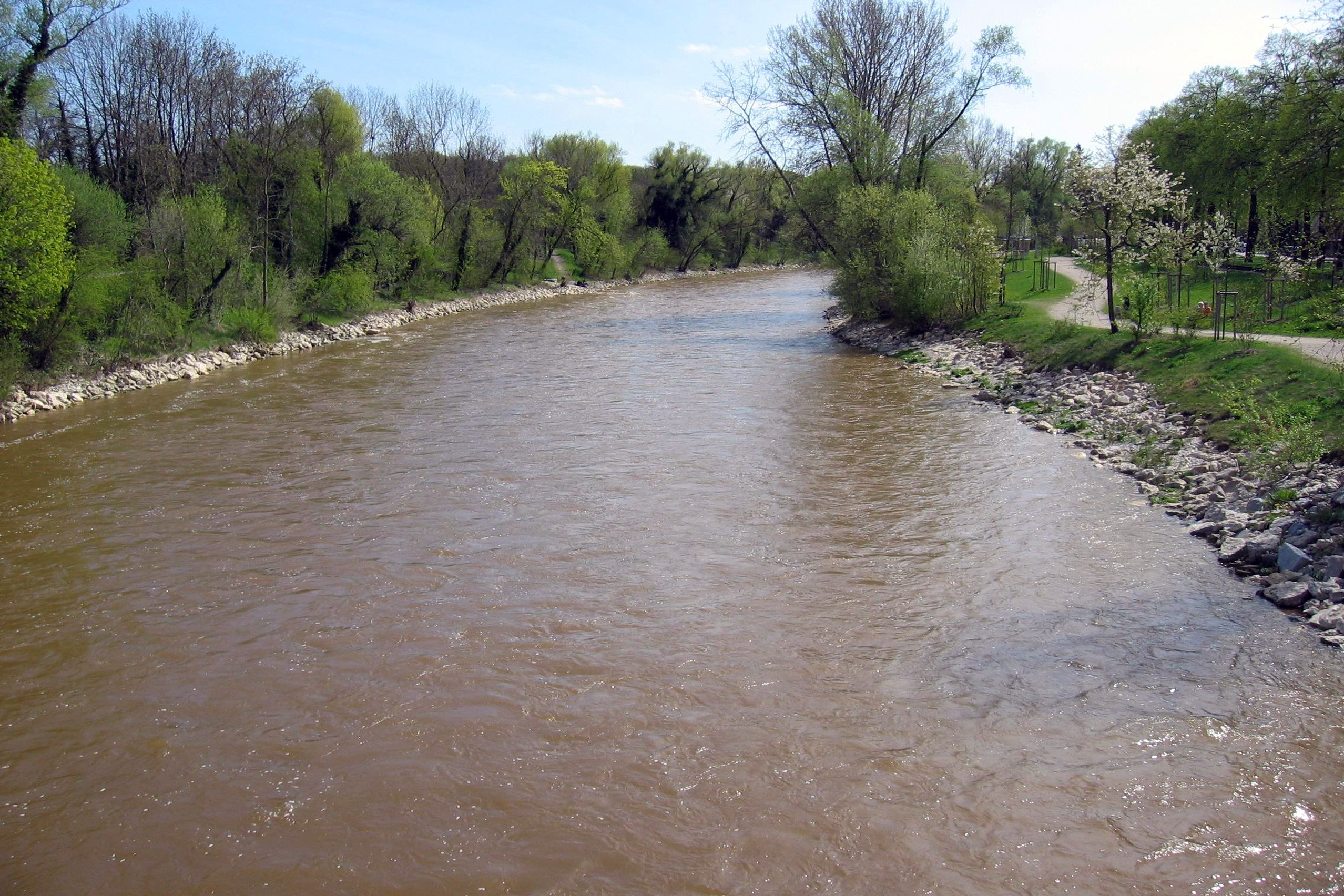
Die Wertach in Augsburg

Die Liste von Zuflüssen des Lechs enthält die Zuflüsse des Lechs, einem rechten Nebenfluss der Donau.
Er ist ab dem Zusammenfluss der Quellflüsse 264 Kilometer lang. Sein Einzugsgebiet beträgt 3.926 Quadratkilometer.

## Zuflüsse des Lechs in Österreich (mit Mündungsorten)
| links | rechts |
| - Formarinbach (Zug, oft als Oberlauf angesehen) - Markbach (Zug) - Kitzbach (Lech) - Krumbach (Warth) - Höhenbach (Holzgau) - Modertalbach (Obergiblen) - Stienebach (Untergiblen) - Bernhardsbach (Untergiblen) - Scheidbach (Köglen) - Hornbach (Hornbach) - Hochstattbach (Hornbach) - Schwarzwasserbach (Forchach) - Lehnbach (Forchach) - Gutwasser (Forchach) - Schwarzenbach (Forchach) - Stuibenbach (Forchach) - Fahlenbach (Weißenbach) - Weißenbach (Weißenbach) - Hirschbach (Hornberg) - Leinbach (Platten) - Sababach (Saba) - Hundsarschbach (Pinswang) - Vils (Vils) | - Spullerbach (Zug, oft als rechter Quellbach angesehen) - Stierlochbach (Zug) - Zürsbach (Lech) - Walkerbach (Lech) - Bockbach (Seebleswald) - Krabach (Seebleswald) - Kaiserbach (Seebleswald) - Sulzlbach (Stockach) - Alperschonbach (Bach) - Ruitelbach (Bach) - Grießbach (Grießau) - Gatterbachl (Grießau) - Otterbach (Gutschau) - Streimbach (Elmen) - Edelbach (Elmen) - Namloser Bach (Stanzach) - Rotlech (Weißenbach) - Archbach (Pflach) - Lussbach (Pflach) - Auenbach (Pinswang) |

## Zuflüsse des Lechs in Deutschland (mit Mündungsorten)
| links | rechts |
| - Faulenbach (Füssen) - Füssener Achen (Füssen) - Schleichbach (Rieden) - Bernmoosbach (Dietringen) - Kögelbach (Leibenberg) - Höllbächl (Lechbruck) - Gruberbach (Lechbruck) - Tannenbühlgraben (an der Staustufe 4) - Grubweibelsgraben (Dessau) - Türkenbach (Dessau) - Steinbach (Forchenmühle) - Wildergraben (Rossau) - Fauler Graben (Schongau) - Schönach (Graben) - Mühlbach (Kinsau) - Hungerbach (Dornstetten) - Wiesbach (an der Staustufe 14) - Papierbach (Landsberg) - Wertach (Augsburg) - Mähdigraben (Oberndorf) - Stockerwasser (Oberndorf) | - Mühlberger Ach (Brunnen) - Halblech (Küchele) - Eschenbach (Küchele) - Röthenbach (Prem) - Krummbach (Lechbruck) - Illach (Illach) - Bruckerbach (im Schwefelfilz) - Bilachbach (im Bilachfilz) - Doldenseebach (im Nesselgrabenfilz) - Gellisgraben (in der Litzauer Schleife) - Riesnerbach (Niederwies) - Strorerbach (Kreut) - Mühlbach (Herzogsägmühle) - Wielenbach (im Lechrain) - Gumpengraben (Kinsau) - Rottbach (Unterapfeldorf) - Bachrunzelbach (Apfeldorfhausen) - Dorfängerbach (Pitzling) - Branntweinbach (Augsburg) - Münsterer Alte (Oberpeiching) |